# París-Tours
La París-Tours (oficialmente: Paris-Tours Elite) es una clásica ciclista, con inicio en los alrededores de París y final en Tours (Francia), que se disputa en el mes de octubre.
Su primera edición, en 1896, fue una carrera para aficionados convirtiéndose en profesional a partir de su segunda edición en 1901. Formó parte de la Copa del Mundo de Ciclismo durante todos los años en los que esta se disputó (1989-2004). Después fue UCI ProTour hasta el 2007 aunque tras la refundación del ProTour ya no lo fue del nuevo UCI World Calendar quedándose en el Circuito Continental Europeo desde 2008 catalogado con la máxima categoría para carreras de un día: 1.HC. En 2020 fue incluida en la recién creada UCI ProSeries bajo la categoría 1.Pro.
Su recorrido es bastante llano por lo que es muy adecuada para los rodadores y sprinters aunque las cotas situadas en la parte final hace desorganizar dicho sprint pudiendo llegar corredores con unos pocos segundos de ventaja sobre el pelotón en la meta situada en la avenida de Grammont en Tours. De todas formas es de las clásicas más rápidas del calendario internacional y en 9 oportunidades el premio Ruban Jaune se ha logrado en esta carrera.

## Tours-París
En 1917 y 1918 se disputó la carrera Tours-París, paralela y similar siguiendo el trazado contrario, entre Tours y París, estas ediciones fueron ganadas por los belgas Charles Deruyter y Philippe Thys respectivamente.

## París-Tours sub-23
Desde 1991 se disputa también la París-Tours sub-23 (oficialmente París-Tours Espoirs) que es una París-Tours limitada a corredores sub-23, de hecho se disputan el mismo día.
Sus primeras ediciones fueron amateur hasta la creación de los Circuitos Continentales UCI en 2005 cuando empezó a formar parte del UCI Europe Tour los dos primeros años en la categoría 1.2 (última categoría del profesionalismo) y después en la categoría específica creada en 2007 para corredores sub-23: 1.2U (igualmente última categoría del profesionalismo).
Tiene unos 180 km aproximadamente en su trazado, entre 50 y 80 km menos que su homónima sin limitación de edad aunque con similares cotas en la parte final.
Al igual de su homónima sin limitación de edad, si está organizada por ASO (organizadora también del Tour de Francia entre otras).

## Palmarés
| Año                                                                    | Ganador                | Segundo                  | Tercero                    |
| ---------------------------------------------------------------------- | ---------------------- | ------------------------ | -------------------------- |
| Paris-Tours                                                            |                        |                          |                            |
| 1896                                                                   | Eugène Prévost         | Emile Ouzou              | Lucien Bouvet              |
| 1897-1900 ediciones no realizadas                                      |                        |                          |                            |
| 1901                                                                   | Jean Fischer           | Georges Lorgeou          | Édouard Wattelier          |
| 1906                                                                   | Lucien Petit-Breton    | Louis Trousselier        | Henri Cornet               |
| 1907                                                                   | Georges Passerieu      | André Pottier            | Emile Georget              |
| 1908                                                                   | Omer Beaugendre        | Frédéric Saillot         | François Faber             |
| 1909                                                                   | François Faber         | Jean Alavoine            | Ernest Paul                |
| 1910                                                                   | François Faber         | Louis Trousselier        | Émile Engel                |
| 1911                                                                   | Octave Lapize          | Cyrille van Hauwaert     | Emile Georget              |
| 1912                                                                   | Louis Heusghem         | Charles Deruyter         | Lucien Petit-Breton        |
| 1913                                                                   | Charles Crupelandt     | Georges Passerieu        | Louis Luguet               |
| 1914                                                                   | Oscar Egg              | Émile Engel              | Philippe Thys              |
| 1915-1916 ediciones no realizadas a causa de la Primera Guerra Mundial |                        |                          |                            |
| 1917                                                                   | Philippe Thys          | Marcel Godivier          | Eugène Christophe          |
| 1918                                                                   | Charles Mantelet       | Lucien Cazalis           | Alexis Michiels            |
| 1919                                                                   | Hector Tiberghien      | René Vandenhove          | Jean Rossius               |
| 1920                                                                   | Eugène Christophe      | Honoré Barthélémy        | Albert Dejonghe            |
| 1921                                                                   | Francis Pélissier      | Louis Mottiat            | Eugène Christophe          |
| 1922                                                                   | Henri Pélissier        | Heiri Suter              | Robert Jacquinot           |
| 1923                                                                   | Paul Deman             | Felix Sellier            | Hector Tiberghien          |
| 1924                                                                   | Louis Mottiat          | Nicolas Frantz           | Jules Huyvaert             |
| 1925                                                                   | Denis Verschueren      | August Mortelmans        | Jean Hillarion             |
| 1926                                                                   | Heiri Suter            | Kastor Notter            | Nicolas Frantz             |
| 1927                                                                   | Heiri Suter            | Gustaaf Van Slembrouck   | George Ronsse              |
| 1928                                                                   | Denis Verschueren      | Charles Pèlissier        | Marius Gallottini          |
| 1929                                                                   | Nicolas Frantz         | Aimé Deolet              | George Ronsse              |
| 1930                                                                   | Jean Maréchal          | Marcel Bidot             | Frans Bonduel              |
| 1931                                                                   | André Leducq           | Roger Parioleau          | Alfred Hamerlinck          |
| 1932                                                                   | Julien Moineau         | Herbert Sieronski        | Amulio Viarengo            |
| 1933                                                                   | Jules Merviel          | Antonin Magne            | Ludwig Geyer               |
| 1934                                                                   | Gustave Danneels       | Romain Gijssels          | Félicien Vervaecke         |
| 1935                                                                   | René Le Grevès         | Roger Lapébie            | Raffaele Di Paco           |
| 1936                                                                   | Gustave Danneels       | Fernand Mithouard        | Jules Coelart              |
| 1937                                                                   | Gustave Danneels       | Frans Bonduel            | Edgard De Caluwé           |
| 1938                                                                   | Jules Rossi            | Albertin Disseaux        | Paul Maye                  |
| 1939                                                                   | Frans Bonduel          | Lucien Storme            | Theo Pirmez                |
| 1940 edición no realizada a causa de la Segunda Guerra Mundial         |                        |                          |                            |
| 1941                                                                   | Paul Maye              | Albert Goutal            | Pierre Cloarec             |
| 1942                                                                   | Paul Maye              | Gérard Virol             | Jules Rossi                |
| 1943                                                                   | Gabriel Gaudin         | Achille Buysse           | Albert Hendrickx           |
| 1944                                                                   | Lucien Teisseire       | Louis Gauthier           | Louis Thiétard             |
| 1945                                                                   | Paul Maye              | Joseph Goutorbe          | Émile Idée                 |
| 1946                                                                   | Albéric Schotte        | Roger Prevotal           | Maurice De Muer            |
| 1947                                                                   | Albéric Schotte        | Émile Idée               | Albert Sercu               |
| 1948                                                                   | Louis Caput            | Robert Mignat            | Émile Idée                 |
| 1949                                                                   | Albert Ramon           | Paul Néri                | Jacques Geus               |
| 1950                                                                   | André Mahé             | Urbain Caffi             | Guy Lapébie                |
| 1951                                                                   | Jacques Dupont         | Alfredo Martini          | Attilio Redolfi            |
| 1952                                                                   | Raymond Guégan         | Albéric Schotte          | Louis Caput                |
| 1953                                                                   | Jozef Schils           | Ferdinand Kübler         | Georges Gilles             |
| 1954                                                                   | Gilbert Scodeller      | Louison Bobet            | Pierre Michel              |
| 1955                                                                   | Jacques Dupont         | Fred de Bruyne           | Jean-Marie Cieleska        |
| 1956                                                                   | Albert Bouvet          | Julien Schepens          | Louison Bobet              |
| 1957                                                                   | Fred de Bruyne         | Louison Bobet            | Angelo Conterno            |
| 1958                                                                   | Gilbert Desmet         | Fred de Bruyne           | François Mahé              |
| 1959                                                                   | Rik Van Looy           | Coen Niesten             | André Noyelle              |
| 1960                                                                   | Jo de Haan             | Michel Stolker           | Luis Otaño                 |
| 1961                                                                   | Joseph Wouters         | Gilbert Desmet           | Anatole Novak              |
| 1962                                                                   | Jo De Roo              | Frans Melckenbeeck       | Benoni Beheyt              |
| 1963                                                                   | Jo De Roo              | Tom Simpson              | Raymond Poulidor           |
| 1964                                                                   | Guido Reybrouck        | Rik Van Looy             | Gustaaf De Smet            |
| 1965                                                                   | Gerben Karstens        | Gustaaf De Smet          | Fernand Deferm             |
| 1966                                                                   | Guido Reybrouck        | Rik Van Looy             | Paul Lemeteyer             |
| 1967                                                                   | Rik Van Looy           | Barry Hoban              | José Samyn                 |
| 1968                                                                   | Guido Reybrouck        | Walter Godefroot         | Eric Leman                 |
| 1969                                                                   | Herman Van Springel    | Frans Verbeeck           | Roger Jochmans             |
| 1970                                                                   | Jürgen Tschan          | René Pijnen              | Guido Reybrouck            |
| 1971                                                                   | Rik Van Linden         | Marino Basso             | Gerben Karstens            |
| 1972                                                                   | Noël Vantyghem         | Jos Huysmans             | Willy De Geest             |
| 1973                                                                   | Rik Van Linden         | Roger de Vlaeminck       | Frans Verbeeck             |
| Tours-Versailles                                                       |                        |                          |                            |
| 1974                                                                   | Francesco Moser        | Jean-Pierre Danguillaume | Eric Leman                 |
| 1975                                                                   | Freddy Maertens        | Frans Van Looy           | Roger de Vlaeminck         |
| 1976                                                                   | Ronald De Witte        | Raymond Poulidor         | Robert Bouloux             |
| 1977                                                                   | Joop Zoetemelk         | Johan de Muynck          | Hennie Kuiper              |
| Blois-Montlhéry                                                        |                        |                          |                            |
| 1978                                                                   | Jan Raas               | Joseph Jacobs            | Guido Van Calster          |
| Blois-Chaville                                                         |                        |                          |                            |
| 1979                                                                   | Joop Zoetemelk         | Giuseppe Saronni         | Jan Raas                   |
| 1980                                                                   | Daniel Willems         | Alain Vigneron           | Eddy Vanhaerens            |
| 1981                                                                   | Jan Raas               | Ferdi van den Haute      | Luc Colijn                 |
| 1982                                                                   | Jean-Luc Vandenbroucke | Pierino Gavazzi          | Alfons De Wolf             |
| 1983                                                                   | Ludo Peeters           | Adrie van der Poel       | Jan Raas                   |
| 1984                                                                   | Sean Kelly             | Steven Rooks             | Bruno Wojtinek             |
| Créteil-Chaville                                                       |                        |                          |                            |
| 1985                                                                   | Ludo Peeters           | Moreno Argentin          | Sean Kelly                 |
| 1986                                                                   | Phil Anderson          | Jean-Louis Peillon       | Charly Mottet              |
| 1987                                                                   | Adrie van der Poel     | Teun van Vliet           | Maurizio Fondriest         |
| Paris-Tours                                                            |                        |                          |                            |
| 1988                                                                   | Peter Pieters          | Jan Goessens             | Sean Kelly                 |
| 1989                                                                   | Jelle Nijdam           | Eric Vanderaerden        | Johan Museeuw              |
| 1990                                                                   | Rolf Sørensen          | Phil Anderson            | Maurizio Fondriest         |
| 1991                                                                   | Johan Capiot           | Olaf Ludwig              | Nico Verhoeven             |
| 1992                                                                   | Hendrik Redant         | Christian Henn           | Olaf Ludwig                |
| 1993                                                                   | Johan Museeuw          | Maurizio Fondriest       | Alexandr Gonchenkov        |
| 1994                                                                   | Erik Zabel             | Gianluca Bortolami       | Zbigniew Spruch            |
| 1995                                                                   | Nicola Minali          | Andréi Chmil             | Sven Teutenberg            |
| 1996                                                                   | Nicola Minali          | Tom Steels               | Giovanni Lombardi          |
| 1997                                                                   | Andréi Chmil           | Maximilian Sciandri      | Henk Vogels                |
| 1998                                                                   | Jacky Durand           | Mirko Gualdi             | Jaan Kirsipuu              |
| 1999                                                                   | Marc Wauters           | Gianni Faresin           | Jaan Kirsipuu              |
| 2000                                                                   | Andrea Tafi            | Andréi Chmil             | Daniele Nardello           |
| 2001                                                                   | Richard Virenque       | Óscar Freire             | Erik Zabel                 |
| 2002                                                                   | Jakob Piil             | Jacky Durand             | Erik Zabel                 |
| 2003                                                                   | Erik Zabel             | Alessandro Petacchi      | Stuart O'Grady             |
| 2004                                                                   | Erik Dekker            | Danilo Hondo             | Óscar Freire               |
| 2005                                                                   | Erik Zabel             | Daniele Bennati          | Allan Davis                |
| 2006                                                                   | Frédéric Guesdon       | Kurt Asle Arvesen        | Stuart O'Grady             |
| 2007                                                                   | Alessandro Petacchi    | Francesco Chicchi        | Óscar Freire               |
| 2008                                                                   | Philippe Gilbert       | Jan Kuyckx               | Sébastien Turgot           |
| 2009                                                                   | Philippe Gilbert       | Tom Boonen               | Borut Božič                |
| 2010                                                                   | Óscar Freire           | Angelo Furlan            | Gert Steegmans             |
| 2011                                                                   | Greg Van Avermaet      | Marco Marcato            | Kasper Klostergaard        |
| 2012                                                                   | Marco Marcato          | Laurens de Vreese        | Niki Terpstra              |
| 2013                                                                   | John Degenkolb         | Michael Mørkøv           | Arnaud Démare              |
| 2014                                                                   | Jelle Wallays          | Thomas Voeckler          | Jens Debusschere           |
| 2015                                                                   | Matteo Trentin         | Tosh Van der Sande       | Greg Van Avermaet          |
| 2016                                                                   | Fernando Gaviria       | Arnaud Démare            | Jonas Van Genechten        |
| 2017                                                                   | Matteo Trentin         | Søren Kragh Andersen     | Niki Terpstra              |
| 2018                                                                   | Søren Kragh Andersen   | Niki Terpstra            | Benoît Cosnefroy           |
| 2019                                                                   | Jelle Wallays          | Niki Terpstra            | Oliver Naesen              |
| 2020                                                                   | Casper Pedersen        | Benoît Cosnefroy         | Joris Nieuwenhuis          |
| 2021                                                                   | Arnaud Démare          | Franck Bonnamour         | Jasper Stuyven             |
| 2022                                                                   | Arnaud Démare          | Edward Theuns            | Sam Bennett                |
| 2023                                                                   | Riley Sheehan          | Lewis Askey              | Tobias Halland Johannessen |
| 2024                                                                   | Christophe Laporte     | Mathias Vacek            | Jasper Philipsen           |

Notas:
- La primera edición (1896) fue amateur.
- En la edición 1974, Gerben Karstens fue inicialmente el vencedor de la prueba en el esprint, pero fue descalificado después de dar positivo en un control antidopaje.

## Palmarés por países
| País           | Victorias | Último vencedor            |
| -------------- | --------- | -------------------------- |
| Bélgica        | 43        | Jelle Wallays en 2019      |
| Francia        | 34        | Christophe Laporte en 2024 |
| Países Bajos   | 12        | Erik Dekker en 2004        |
| Italia         | 9         | Matteo Trentin en 2017     |
| Alemania       | 5         | John Degenkolb en 2013     |
| Dinamarca      | 4         | Casper Pedersen en 2020    |
| Luxemburgo     | 3         | Nicolas Frantz en 1929     |
| Suiza          | 3         | Heiri Suter en 1927        |
| Irlanda        | 1         | Sean Kelly en 1984         |
| Australia      | 1         | Phil Anderson en 1986      |
| Ucrania        | 1         | Andréi Chmil en 1997       |
| España         | 1         | Óscar Freire en 2010       |
| Colombia       | 1         | Fernando Gaviria en 2016   |
| Estados Unidos | 1         | Riley Sheehan en 2023      |

## Estadísticas
| \| Ciclista \| Victorias \| Años \| \| ---------------- \| --------- \| ----------------- \| \| Gustave Danneels \| 3 \| 1934, 1936 y 1937 \| \| Paul Maye \| 3 \| 1941, 1942 y 1945 \| \| Guido Reybrouck \| 3 \| 1964, 1966 y 1968 \| \| Erik Zabel \| 3 \| 1994, 2003 y 2005 \| \| François Faber \| 2 \| 1909 y 1910 \| \| Heiri Suter \| 2 \| 1926 y 1927 \| \| Albéric Schotte \| 2 \| 1946 y 1947 \| \| Jo De Roo \| 2 \| 1962 y 1963 \| \| Rik Van Linden \| 2 \| 1971 y 1973 \| \| Joop Zoetemelk \| 2 \| 1977 y 1979 \| \| Jan Raas \| 2 \| 1978 y 1981 \| \| Ludo Peeters \| 2 \| 1983 y 1985 \| \| Nicola Minali \| 2 \| 1995 y 1996 \| \| Philippe Gilbert \| 2 \| 2008 y 2009 \| \| Matteo Trentin \| 2 \| 2015 y 2007 \| \| Jelle Wallays \| 2 \| 2014 y 2019 \| \| Arnaud Démare \| 2 \| 2021 y 2022 \| - En negrilla corredores activos. | - 49,641 km/h ( Matteo Trentin 2015, 231 km) - 48,929 km/h ( Andrei Tchmil 1997, 256 km) - 48,629 km/h ( Marco Marcato 2012, 235,5 km) - 47,729 km/h ( Óscar Freire 2010, 233 km) - 47,550 km/h ( Erik Zabel 2003, 257 km) - 47,042 km/h ( Fernando Gaviria 2016, 252,5 km) - 46,745 km/h ( Hendrik Redant 1992, 286 km) - 46,179 km/h ( Alessandro Petacchi 2007, 256 km) - 46,112 km/h ( Frédéric Guesdon 2006, 254,5 km) - 45,488 km/h ( Erik Dekker 2004, 252 km) - 45,462 km/h ( Jakob Piil 2002, 257 km) - 45,082 km/h ( Erik Zabel 2005, 253 km) - 45,029 km/h ( Gerben Karstens 1965, 247 km) |                   |
| Ciclista | Victorias | Años              |
| Gustave Danneels | 3 | 1934, 1936 y 1937 |
| Paul Maye | 3 | 1941, 1942 y 1945 |
| Guido Reybrouck | 3 | 1964, 1966 y 1968 |
| Erik Zabel | 3 | 1994, 2003 y 2005 |
| François Faber | 2 | 1909 y 1910       |
| Heiri Suter | 2 | 1926 y 1927       |
| Albéric Schotte | 2 | 1946 y 1947       |
| Jo De Roo | 2 | 1962 y 1963       |
| Rik Van Linden | 2 | 1971 y 1973       |
| Joop Zoetemelk | 2 | 1977 y 1979       |
| Jan Raas | 2 | 1978 y 1981       |
| Ludo Peeters | 2 | 1983 y 1985       |
| Nicola Minali | 2 | 1995 y 1996       |
| Philippe Gilbert | 2 | 2008 y 2009       |
| Matteo Trentin | 2 | 2015 y 2007       |
| Jelle Wallays | 2 | 2014 y 2019       |
| Arnaud Démare | 2 | 2021 y 2022       |